# (17314) Эсак
(17314) Эсак (лат. Aisakos, др.-греч. Αἴσακος) — троянский астероид Юпитера, двигающийся в точке Лагранжа L5, в 60° позади планеты. Астероид был открыт 25 марта 1971 года голландскими астрономами К. Й. ван Хаутеном, И. ван Хаутен-Груневельд и Томом Герельсом в Паломарской обсерватории и назван в честь Эсака, одного из персонажей древнегреческой мифологии.

Орбита астероида Эсак и его положение в Солнечной системе